# Hrvatski pisci iz BiH, V
- Vasilj, Stanko
- Vasiljević, Marko
- Vicić, Vice
- Vidaković, Nikola
- Vidović, Mirko
- Vilov, Stjepan
- Vincetić, Marko Roko
- Vladić, Jeronim
- Vladimirović, Luka
- Vlahović, Ivo
- Vlastelinović, Augustin
- Vlašić Gvozdić, Mila
- Vranješ, Antun Mladen
- Vrbančić, Ferdo (pseudonim Maglajlić, Ferid)
- Vučemil, Andrija
- Vučićević, Stojan
- Vukić, Marko Skejo
- Vincetić, Marko Macko
- Vukoja, Franjo
- Vukoja, Ivan
- Vuletić, Anđelko
- Vuletić, Juro
- Vuletić, Petar